# Tournesac
Der Tournesac ist ein Fluss in Frankreich, der im Département Côte-d’Or in der Region Bourgogne-Franche-Comté verläuft. Er entspringt an der Gemeindegrenze von Saulieu und Saint-Didier, entwässert generell Richtung Nordnordost durch den Regionalen Naturpark Morvan und mündet nach rund 19 Kilometern im Gemeindegebiet von Rouvray als rechter Nebenfluss in die Romanée.

## Orte am Fluss
(Reihenfolge in Fließrichtung)
- Maison Baude, Gemeinde Saint-Didier
- Saint-Didier
- Montmilien, Gemeinde La Roche-en-Brenil
- Les Teureaux de Mâche, Gemeinde La Roche-en-Brenil
- La Roche-en-Brenil
- Bierre en Morvan, Gemeinde La Roche-en-Brenil
- Le Foulon, Gemeinde La Roche-en-Brenil
- Les Genièvres, Gemeinde Rouvray